# Ozyptila scabricula
Ozyptila scabricula es una especie de araña cangrejo del género Ozyptila, familia Thomisidae.

## Distribución
Esta especie se encuentra en Europa, Cáucaso, Rusia (de Europa al Lejano Oriente), Asia Central, China y Corea.